# Cunningham (Familienname)
Cunningham ist ein englischer Familienname schottischer Herkunft, ursprünglich abgeleitet von einem Ortsnamen in der schottischen Grafschaft Ayrshire.

## Namensträger

### A
- Abe Cunningham (* 1973), US-amerikanischer Schlagzeuger
- Adrian Cunningham (* um 1980), US-amerikanischer Jazzmusiker
- Alan Cunningham (General) (1887–1983), britischer General
- Alan Cunningham (Basketballspieler) (* 1955), amerikanisch-englischer Basketballspieler
- Alexander Cunningham (Historiker) (1654–1737), britischer Diplomat und Historiker
- Alexander Cunningham (Indologe) (1814–1893), englischer Ingenieur und Indologe
- Alexander Cunningham (Manager), Industriemanager
- Alexander Cunningham of Block (1650/1660–1730), schottischer Schachspieler
- Allan Cunningham (Schriftsteller) (1784–1842), schottischer Dichter und Autor
- Allan Cunningham (Botaniker) (1791–1839), englischer Botaniker
- Allan Joseph Champneys Cunningham (1842–1928), britischer Mathematiker
- Allen Cunningham (* 1977), US-amerikanischer Pokerspieler
- Andrew Cunningham, 1. Viscount Cunningham of Hyndhope (1883–1963), britischer Admiral
- Andy Cunningham (1891–1973), schottischer Fußballspieler und -trainer
- Arthur Cunningham (1928–1997), US-amerikanischer Komponist

### B
- Barbara Cunningham (1926–2022), australische Turnerin und Eisschnellläuferin
- Barry Cunningham (Politiker) (* 1939), australischer Politiker (ALP)
- Barry Cunningham (Verleger), britischer Buchverleger
- Benny Cunningham (* 1990), US-amerikanischer American-Football-Spieler
- Beryl Cunningham (1946–2020), jamaikanische Schauspielerin und Model
- Bill Cunningham (Fußballspieler), irischer Fußballspieler
- Bill Cunningham (Rugbyspieler) (1874–1927), neuseeländischer Rugby-Union-Spieler
- Bill Cunningham (Baseballspieler, 1886) (1886–1946), US-amerikanischer Baseballspieler
- Bill Cunningham (Baseballspieler, 1894) (1894–1953), US-amerikanischer Baseballspieler
- Bill Cunningham (Journalist, 1896) (1896–1961), US-amerikanischer Journalist
- Bill Cunningham (Cricketspieler) (1900–1984), neuseeländischer Cricketspieler
- Bill Cunningham (Fotograf, 1909) (1909–??), kanadischer Fotograf
- Bill Cunningham (Fotograf, 1929) (1929–2016), US-amerikanischer Fotograf
- Bill Cunningham (Journalist, 1932) (* 1932), kanadischer Journalist
- Bill Cunningham (Anwalt) (* 1944), US-amerikanischer Anwalt und Autor
- Bill Cunningham (Moderator) (* 1947), US-amerikanischer Talk-Show-Host
- Bill Cunningham (Musiker) (* 1950), US-amerikanischer Musiker
- Billy Cunningham (William John Cunningham; * 1943), US-amerikanischer Basketballspieler und -trainer
- Bob Cunningham (Schauspieler) (* 1917), US-amerikanischer Schauspieler
- Bob Cunningham (Musiker) (1934–2017), US-amerikanischer Jazz-Bassist und Komponist
- Bob Cunningham (Eishockeyspieler) (Robert Graham Cunningham; * 1941), kanadischer Eishockeyspieler
- Briggs Cunningham (1907–2003), US-amerikanischer Segler und Rennfahrer
- Burris B. Cunningham (1912–1971), US-amerikanischer Chemiker

### C
- Cade Cunningham (* 2001), US-amerikanischer College-Basketball-Spieler
- Caden Cunningham (* 2003), britischer Taekwondoin
- Cal Cunningham (James Calvin Cunningham III; * 1973), US-amerikanischer Politiker
- Cara Cunningham (* 1987), US-amerikanischer Gelegenheitsblogger und Sänger
- Carolynne Cunningham (* um 1955), australische Filmproduzentin
- Case Cunningham (* um 1972), Generalleutnant der US Air Force
- Cecil Cunningham (1888–1959), US-amerikanische Schauspielerin
- Charles Cunningham (Admiral) (1755–1834), britischer Konteradmiral
- Charles E. Cunningham (1823–1895), US-amerikanischer Politiker
- Charles J. Cunningham (* 1932), US-amerikanischer Lieutenant General der Air Force
- Charlie Cunningham, britischer Sänger und Songwriter
- Chavel Cunningham (* 1995), vincentischer Fußballspieler
- Chris Cunningham (* 1970), britischer Filmregisseur
- Clare Cunningham (* 1977), britische paralympische Schwimmerin und Triathletin
- Cliff Cunningham († 2013), britischer Pädagoge und Psychologe
- Colin Cunningham (* 1966), US-amerikanischer Schauspieler
- Craig Cunningham (Triathlet), australischer Triathlet
- Craig Cunningham (Eishockeyspieler) (* 1990), kanadischer Eishockeyspieler

### D
- Dante Cunningham (* 1987), US-amerikanischer Basketballspieler
- Dave Cunningham (1928–2020), australischer Eishockeyspieler
- David Cunningham (Produzent) (* 1954), britischer Musikproduzent
- David Cunningham (Sportschütze) (* 1962), australischer Sportschütze
- David Cunningham (Rennfahrer), US-amerikanischer Automobilrennfahrer
- David Douglas Cunningham (1843–1914), britischer Mediziner, Botaniker und Zoologe
- David L. Cunningham (* 1971), US-amerikanischer Filmregisseur
- Davy Cunningham, schottischer Lichtdesigner

### E
- E. V. Cunningham (1914–2003), US-amerikanischer Schriftsteller, siehe Howard Fast
- Ebenezer Cunningham (1881–1977), britischer Mathematiker
- Edward Francis Cunningham (um 1742–1795), schottischer Porträt- und Historienmaler
- Elaine Cunningham (* 1957), US-amerikanische Schriftstellerin

### F
- Francis A. Cunningham (1804–1864), US-amerikanischer Politiker

### G
- G. D. Cunningham (George Dorrington Cunningham; 1878–1948), britischer Organist und Musikpädagoge
- Gabriel Cunningham (* 1995), US-amerikanischer American-Football-Spieler
- Gabriele Cunningham (* 1998), US-amerikanische Leichtathletin
- Gary Cunningham (* 1955), neuseeländischer Rugby-Union-Spieler
- George Cunningham (Zahnmediziner) (1852–1919), britischer Zahnmediziner
- George Cunningham (Gouverneur) (1888–1963), schottischer Kolonialgouverneur und Rugby-Union-Spieler
- George Cunningham (Politiker, 1931) (1931–2018), britischer Politiker (Labour Party, Social Democratic Party)
- George Cunningham (Politiker, 1956) (* 1956), britischer Politiker (Liberal Democrats)
- Glenn Cunningham (1909–1988), US-amerikanischer Leichtathlet
- Glenn Clarence Cunningham (1912–2003), US-amerikanischer Politiker
- Greg Cunningham (* 1991), irischer Fußballspieler

### I
- Ian C. Cunningham (* 1938), britischer Altphilologe
- Imogen Cunningham (1883–1976), US-amerikanische Fotografin

### J
- Jack Cunningham (Drehbuchautor) (1882–1941), US-amerikanischer Drehbuchautor
- Jack Cunningham (Politiker) (* 1939), britischer Politiker (Labour Party)
- Jack Cunningham (Skirennläufer) (* 2002), britischer Skirennläufer
- James Cunningham, 7. Earl of Glencairn († 1630), schottischer Adliger
- James Cunningham (Naturforscher) († 1709), britischer Chirurg, Naturforscher und Pflanzensammler
- James Cunningham, 14. Earl of Glencairn (1749–1791), schottischer Adliger
- James Cunningham (Manitoba) (um 1817–1915), kanadischer Politiker
- James Cunningham (Politiker, 1834) (1834–1925), kanadischer Politiker (British Columbia)
- James Cunningham (Politiker, 1879) (1879–1943), australischer Politiker
- James Cunningham (Bischof) (1910–1974), britischer Geistlicher, Bischof von Hexham und Newcastle
- James B. Cunningham (* 1952), US-amerikanischer Diplomat
- James Bertram Cunningham (1872–??), kanadischer Politiker
- James Calvin Cunningham III, bekannt als Cal Cunningham (* 1973), US-amerikanischer Politiker
- James E. Cunningham (1916–1992), US-amerikanischer Politiker
- James Glencairn Cunningham (1903–1996), nordirischer Politiker
- James Vincent Cunningham (1911–1985), amerikanischer Dichter und Kritiker
- Jared Cunningham (* 1991), US-amerikanischer Basketballspieler
- Jeff Cunningham (* 1976), US-amerikanischer Fußballspieler
- Jennifer Cunningham (* 1953), australische Badmintonspielerin
- Jeremy Cunningham (Bassist) (* 1965), britischer Rockmusiker
- Jeremy Cunningham (Schlagzeuger) (* um 1985), US-amerikanischer Jazzmusiker
- Jim Cunningham (Eishockeyspieler, 1927) (* 1927), kanadischer Eishockeyspieler
- Jim Cunningham (Politiker) (James Dolan Cunningham; * 1941), britischer Politiker
- Jim Cunningham (Eishockeyspieler, 1956) (James Joseph John Cunningham; 1956–2011), US-amerikanischer Eishockeyspieler
- Joe Cunningham (* 1982), US-amerikanischer Politiker
- Joe Cunningham (Tennisspieler) (1867–1951), US-amerikanischer Tennisspieler
- John Cunningham (Entdecker) (1575–1651), schottischer Polarfahrer
- John Cunningham (Architekt) (1799–1873), schottischer Architekt
- John Cunningham (Admiral) (1885–1962), britischer Admiral
- John Cunningham (Schauspieler) (* 1932), US-amerikanischer Schauspieler
- John Cunningham (Bischof) (1938–2021), schottischer Geistlicher, Bischof von Galloway
- John Cunningham (Redakteur) (um 1946–2012), irischer Journalist und Redakteur
- John Crabbe Cunningham (1927–1980), schottischer Bergsteiger und Polarforscher
- John E. Cunningham (* 1931), US-amerikanischer Politiker
- John Francis Cunningham (1842–1919), irisch-US-amerikanischer Geistlicher, Bischof von Concordia
- John T. Cunningham (1915–2012), US-amerikanischer Historiker, Journalist und Schriftsteller
- John W. Cunningham (1915–2002), US-amerikanischer Schriftsteller

### K
- Kathleen Gallagher Cunningham, US-amerikanische Politikwissenschaftlerin
- Kenny Cunningham (Fußballspieler, 1971) (* 1971), irischer Fußballspieler
- Kenny Cunningham (Fußballspieler, 1985) (* 1985), costa-ricanischer Fußballspieler

### L
- Laurie Cunningham (1956–1989), englischer Fußballspieler
- Lawrence A. Cunningham (* 1962), US-amerikanischer Rechtswissenschaftler und Hochschullehrer
- Leland E. Cunningham (1904–1989), US-amerikanischer Astronom und Asteroidenentdecker
- Leonard Cunningham (1931–1998), walisischer Rugby-Union-Spieler
- Liam Cunningham (Politiker) (1915–1976), irischer Politiker
- Liam Cunningham (Schauspieler) (* 1961), irischer Schauspieler
- Loren Cunningham (1935–2023), US-amerikanischer Geistlicher, Gründer von „Jugend mit einer Mission“
- Louis Arthur Cunningham (1900–1954), kanadischer Autor

### M
- Madison Cunningham (* 1996), US-amerikanische Folksängerin
- Marion Cunningham (1922–2012), US-amerikanische Schriftstellerin
- Merce Cunningham (1919–2009), US-amerikanischer Tänzer und Choreograf
- Michael Cunningham (* 1952), US-amerikanischer Schriftsteller
- Michael Cunningham (Psychologe), US-amerikanischer Psychologe und Hochschullehrer

### N
- Neil Cunningham (1962–2016), neuseeländischer Autorennfahrer
- Noble E. Cunningham (1926–2007), US-amerikanischer Historiker
- Noël Cunningham-Reid (1930–2017), britischer Automobilrennfahrer

### P
- Patrick Cunningham (1878–1960), irischer Politiker
- Paul Cunningham (1890–1961), US-amerikanischer Politiker
- Peter Cunningham (Schriftsteller, 1816) (1816–1869), schottischer Schriftsteller und Literaturwissenschaftler
- Peter Cunningham (Naturforscher) (William Alfred John Cunningham; 1918–2014), schottischer Naturforscher und Autor
- Peter Cunningham (Soldat) (1932–1954), Flieger und Eishockeyspieler der kanadischen Streitkräfte in Deutschland
- Peter Cunningham (Schriftsteller, 1947) (* 1947), irischer Schriftsteller
- Peter Cunningham (Rennfahrer) (* 1962), amerikanischer Autorennfahrer
- Phil Cunningham (* 1974), englischer Gitarrist

### R
- Randall Cunningham (* 1963), US-amerikanischer American-Football-Spieler
- Randy Cunningham (* 1941), US-amerikanischer Politiker
- Richard Cunningham (Botaniker) (1793–1835), englischer Botaniker
- Richard Cunningham (Schauspieler) (* 1967), britischer Schauspieler
- Richie Cunningham (* 1973), australischer Triathlet
- Rick Cunningham (Richard Glen Cunningham; * 1951), austro-kanadischer Eishockeyspieler
- Robert Cunningham (Journalist) (1836–1874), kanadischer Journalist und Politiker
- Robert Cunningham (Bischof) (Robert Joseph Cunningham; * 1943), US-amerikanischer Geistlicher, Bischof von Syracuse
- Robert A. Cunningham (1837–1907), kanadischer Schausteller und Impresario
- Robert Oliver Cunningham (1841–1918), schottischer Arzt und Naturforscher
- Rosalie Cunningham (* 1990), britische Singer-Songwriterin
- Roseanna Cunningham (* 1951), schottische Politikerin
- Russell McWhortor Cunningham (1855–1921), US-amerikanischer Politiker

### S
- Samuel Cunningham (* 1989), thailändischer Fußballspieler
- Sarah Cunningham (Schauspielerin) (1918–1986), US-amerikanische Schauspielerin
- Sarah Todd Cunningham (1894–1963), US-amerikanische Politikerin
- Scott Cunningham (1956–1993), US-amerikanischer Paganist
- Scott Cunningham (Ökonom) (* 1975), US-amerikanischer Ökonom
- Séamus Cunningham (* 1942), irischer Geistlicher, Bischof von Hexham und Newcastle
- Sean S. Cunningham (* 1941), US-amerikanischer Regisseur und Filmproduzent
- Sophie Cunningham (Schriftstellerin) (* 1963), australische Schriftstellerin und Herausgeberin
- Sophie Cunningham (Basketballspielerin) (* 1996), US-amerikanische Basketballspielerin
- Stacey Cunningham (* 1974), 67. Präsidentin des New York Stock Exchange (NYSE)
- Stephen Cunningham (* 1963 oder 1964), neuseeländischer Squashspieler
- Steve Cunningham (* 1976), US-amerikanischer Boxer
- Susan Cunningham (1842–1921), US-amerikanische Mathematikerin, Astronomin und Hochschullehrerin

### T
- Trey Cunningham (* 1998), US-amerikanischer Leichtathlet

### V
- Vashti Cunningham (* 1998), US-amerikanische Hochspringerin
- Vincent Cunningham (* 1967), irischer Rugby-Union-Spieler

### W
- Wade Cunningham (* 1984), neuseeländischer Rennfahrer
- Walter Cunningham (1932–2023), US-amerikanischer Astronaut
- Ward Cunningham (Howard G. Cunningham; * 1949), US-amerikanischer Programmierer
- William Cunningham (Theologe) (1805–1861), britischer Theologe
- William Cunningham (Wirtschaftswissenschaftler) (1849–1919), britischer Wirtschaftswissenschaftler und Geistlicher
- William Cunningham (Basketballspieler) (Will Cunningham; * 1974), US-amerikanischer Basketballspieler
- William A. Cunningham III (1911–1983), US-amerikanischer Generalmajor
- Willie Cunningham (Fußballspieler, 1893) (1893–1934), englischer Fußballspieler
- Willie Cunningham (Fußballspieler, 1925) (1925–2000), schottischer Fußballspieler und -trainer
- Willie Cunningham (Fußballspieler, 1930) (1930–2007), nordirischer Fußballspieler und -trainer
- Willie Cunningham (Fußballspieler, 1938) (* 1938), schottischer Fußballspieler

### Z
- Zach Cunningham (* 1994), US-amerikanischer American-Football-Spieler